# كلاوس بوخنر
كلاوس بوخنر (بالألمانية: Klaus Buchner) (و. 1941 – م) هو سياسي، وفيزيائي، وأستاذ جامعي، وكاتب غير روائي من ألمانيا . ولد في ميونخ. تولى منصب عضو البرلمان الأوروبي .

## مناصب وهيئات
أدار جامعة ميونخ التقنية.